# 香港大學教育學院
香港大學教育學院（英語：Faculty of Education, The University of Hong Kong）是香港大學轄下的師資培訓學院，系所創設於1917年，為香港歷史最悠久的師資培訓高等教育機構。香港大學教育學院作為香港認可的師資及言語治療師培訓院校，學院除了為中學、小學培訓教師外，也進行多方面的研究工作，以提升香港的師範教育水平，並通過與學校及家長的合作，改善學生的學習能力。在2017年10月公佈的泰晤士高等教育世界大學排名中，香港大學教育學院首度打入全球前5名，在全球排名第四，同時為亞洲首位，在2018年10月公佈的泰晤士高等教育世界大學排名，港大教育學院繼續保持全球第四名，同時在亞洲蟬聯第一。

## 歷史
香港大學教育學院的歷史始於1917年，當時香港尚未有提供師範課程的高等院校（現香港教育大學前身是師範學院，當時並非高等院校），香港大學為解決香港本地缺乏師資培訓專業訓練的需求，於是設立隸屬於香港大學文學院的教育學系，香港大學因此成為香港第一所提供師範高等教育的院校。教育學系於1984年自文學院獨立為直轄於香港大學本部的「香港大學教育學院」。

## 原有學部
- 中國語言及文學部
- 英國語文教育部
- 資訊及科技教育部
- 學習、發展及多元教育部
- 政策、行政及社會科學教育部
- 數理教育部
- 言語及聽覺科學部[13][14]

- 附屬單位：言語及聽覺診所

## 重整後的學術單位
- 教師教育及學習領導部 (Teacher Education and Learning Leadership (TELL))
- 社會背景及教育政策部 (Social Contexts and Policies of Education (SCAPE))
- 人類溝通，發展及資訊科學部 (Human Communication, Development, and Information Sciences (CDIS))

- 附屬單位：言語及聽覺診所

## 研究單位
- 中文教育研究中心[17]
- 融合及特殊教育研究發展中心
- 溝通障礙研究中心
- 教育領導研究中心
- 比較教育研究中心[18]
- 教育應用資訊科技發展研究中心
- 華正中國教育研究中心[19]
- 香港普通話培訓測試中心[20]

## 研究聯盟
- 亞洲高等教育研究聯盟
- 語言政策及實踐研究聯盟

## 教師培訓
香港大學教育學院開辦多個師資培訓課程，資歷範圍涵蓋學士、深造證書/文憑、碩士及博士，還設有專門為持有認可學士學位，又有意投身教育工作的人士，提供教育局認可的學位教師教育文憑課程，成功考取港大教育文憑的畢業生，可向教育局登記為檢定教員，以符合在香港的中學及小學任職學位教師的資格。

## 外部連結
- Faculty of Education, The University of Hong Kong （页面存档备份，存于）